# Sandagergård (Amager)
Sandagergård er en militær facilitet på Skydebanevej ved Dragør på Amager, som benyttes af Forsvarets Efterretningstjeneste (FE).

## Historie
Oprindeligt var stedet en gård, som i 1942 blev eksproprieret af den tyske værnemagt under 2. verdenskrig sammen med gårdene Aflandshagegård og Birkelund. Officielt skulle tyskerne benytte arealet som skydebaner, men Luftwaffe benyttede området til et stort radaranlæg der havde betegnelsen ”Flugmeldemess-Stellung Krokodil”. Et af de tre radaranlæg, tyskerne opstillede var FuSe 65 Würzburg-Riese.
I årene efter krigen blev udstyret, der var efterladt af tyskerne, enten destrueret af briterne eller overtaget af det danske forsvar. Noget af det blev efter tilpasning anvendt af hæren og marinen, da man opbyggede en elektronisk efterretningstjeneste. I 1950'erne overvejede Atomenergikommissionen at placere et forsøgsanlæg på stedet, men valget faldt i stedet på øen Risø i Roskilde Fjord.
Det blev i 1940'erne drøftet at lave en vandresti langs Amagers kyst, men grundet afspærringen omkring Sandagergård kunne planen ikke realiseres.
I 1957 flyttede Forsvarets Centralradio (FCR) ind i et nybygget hovedkvarter på Sandagergård som blev benævnt "indhentningsstation A". FCR var den danske SIGINT-tjeneste. I 1971 blev FCR underlagt FE som samtidig overtog området. Siden kort efter afslutningen af 2. verdenskrig havde FCR haft haft hovedkvarter i villaen "Vennerslund" på Strandvejen nord for København. Den tekniske udvikling og væksten i opgaver gjorde dog med tiden, at villaen blev for lille.
I 2020 afslørede DR, at teknikere fra den amerikanske efterretningstjeneste National Security Agency har været med til at bygge et datacenter på Sandagergård. Datacentret er specifikt bygget til at huse et avanceret spionsystem, der gør det muligt at suge enorme mængder sms-beskeder, telefonopkald, billeder, chatsamtaler og internetkommunikation op af danske fiberkabler og lagre de store mængder data.
Sandagergård består i dag af et kompleks af bygninger samt en karakteristisk hvid kuppel, en såkaldt radome. Den kaldes også Lyttestation Amager. Kuplen beskytter antenner og elektronisk udstyr mod vejret.
Forsvarets Efterretningstjeneste driver desuden endnu en indhentningsstation i Jylland, Skibsbylejren ved Hjørring med seks radomer. Lytteposten ved Dueodde på Bornholm blev nedlagt i januar 2012 og erstattet af en 85 meter høj mast ved Østermarie (2017).